# Metagama
Die Metagama war ein 1915 in Dienst gestellter Ozeandampfer der kanadischen Reederei Canadian Pacific Line, der für die Beförderung von Passagieren und Fracht zwischen Kanada und Großbritannien eingesetzt wurde. Die Metagama wurde 1930 nach 151 Atlantiküberquerungen außer Dienst gestellt und 1934 in Schottland abgewrackt.

## Das Schiff
Das 12.420 BRT große Dampfschiff Metagama wurde auf der Werft Barclay, Curle and Company im Glasgower Stadtteil Whiteinch gebaut und lief dort am 19. November 1914 vom Stapel Die Metagama war das Schwesterschiff der Missanabie (12.469 BRT), die am 22. Juni 1914 bei der gleichen Werft vom Stapel gelaufen war. Das 152,52 Meter lange und 19,57 Meter breite Passagier- und Frachtschiff Metagama hatte zwei Masten, zwei Schornsteine und zwei Propeller. Es wurde mit zwei Vierfachexpansions-Dampfmaschinen angetrieben, die eine Höchstgeschwindigkeit von 15 Knoten ermöglichten. Die Passagierunterkünfte waren wie bei der Missanabie für 520 Passagiere in der Kabinenklasse und 1.200 Passagiere in der Dritten Klasse bemessen und wurden von dem britischen Architekten George Abraham Crawley (1864–1926) entworfen.

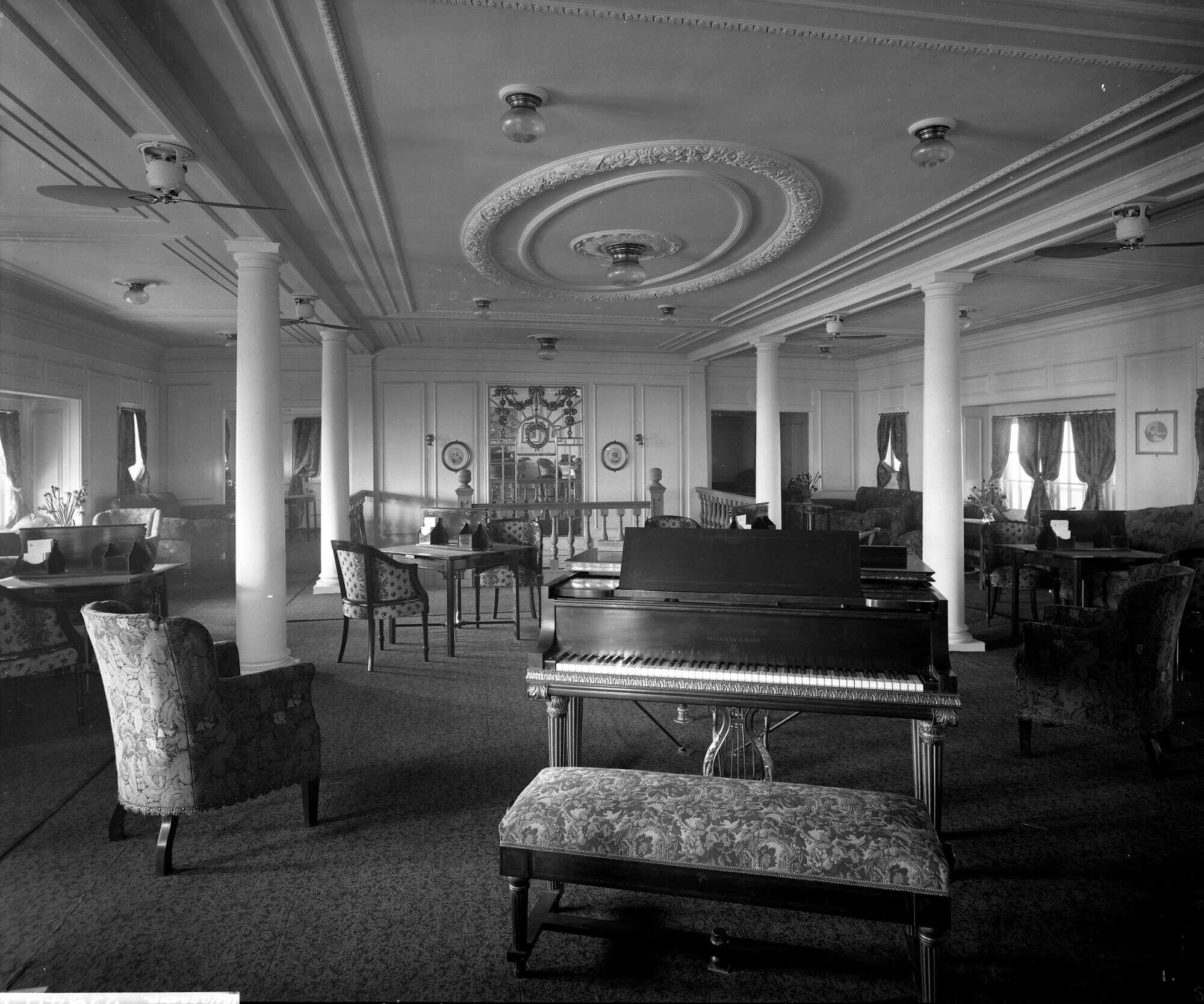
Die Lounge der Ersten Klasse (1915).

Am 26. März 1915 lief die Metagama in Liverpool zu ihrer Jungfernfahrt nach Saint John aus. Während des Kriegs blieb das Schiff im Dienst der Canadian Pacific Line, auf Fahrten nach Europa transportierte sie jedoch regelmäßig kanadische Soldaten in den Unterkünften der Dritten Klasse. Im Juli 1918 war die Metagama Teil des Geleitzugs, in dem sich auch der britische Truppentransporter Justicia befand, der einem Angriff auf den Konvoi durch ein deutsches U-Boot zum Opfer fiel. Am 20. November 1918 legte die Metagama in Liverpool zu ihrer ersten Überfahrt nach Saint John nach dem Kriegsende ab.
Ab dem 9. März 1922 war Glasgow der Ausgangspunkt ihrer Atlantiküberquerungen. Saint John blieb der Zielhafen. Am 26. Mai 1923 stieß sie auf dem Clyde aus Glasgow auslaufend mit dem einlaufenden Frachtdampfer Baron Vernon (III) (3.642 BRT) der britischen Baron Line zusammen. Es wurde versucht, die Baron Vernon auf Grund laufen zu lassen, sie ging jedoch trotzdem unter. Am 19. Juni 1924 kam es zu einer weiteren Kollision, als die Metagama sieben Meilen vor Kap Race in dichtem Nebel mit dem italienischen Frachtdampfer Clara Camus (6.132 BRT) zusammenstieß. Die Metagama wurde an der Steuerbordseite schwer beschädigt und konnte die Fahrt nicht fortsetzen. Ihre 695 Passagiere wurden am 20. Juni von der Montreal aufgenommen und nach Montreal gebracht.
Ab dem 1. März 1927 fuhr das Schiff auf der Route Antwerpen–Southampton–Saint John. Im Oktober desselben Jahres wurden die Preisklassen auf Erste Klasse, Touristenklasse und Dritte Klasse umgestellt. Am 13. August 1930 lief die Metagama in Antwerpen zu ihrer letzten Fahrt über Southampton nach Quebec und Montreal aus. Es war ihre insgesamt 151. Überfahrt. Anschließend wurde sie in Southend-on-Sea aufgelegt, bis sie am 3. April 1934 an das Abbruchunternehmen P. & W. McLellan Ltd. in Bo’ness (Schottland) verkauft wurde.